# Manolete
Manuel Laureano Rodríguez Sánchez (ur. 4 lipca 1917 w Kordowie, zm. 28 sierpnia 1947 w Linares), znany lepiej jako Manolete – był jednym z najsłynniejszych hiszpańskich matadorów.
Urodzony w biednej rodzinie, w wieku 5 lat osierocony przez ojca, od dzieciństwa doświadczał wielkiej biedy. Postanowił zostać matadorem, bo dla młodego Hiszpana była to jedna z niewielu szans na awans społeczny i finansowy. 2 lipca 1939 wziął udział w swoim pierwszym oficjalnym występie jako toreador, połączonym z ceremonią nadawania uprawnień młodym adeptom korridy (tzw. alternativa). W Hiszpanii, gdzie korrida jest elementem wielowiekowej tradycji, Manolete zdobył status wielkiej sławy, był postacią powszechnie szanowaną i uwielbianą. Również podczas dwóch tournée po Stanach Zjednoczonych zyskał ogromną sympatię i podziw widowni. Spokojny, elegancki i poważny w stylu, rzadko próbował przypodobać się publiczności i prawie w ogóle się nie uśmiechał. Przez niektórych uważany do dziś za największego toreadora wszech czasów.
W sierpniu 1947 w Linares odbyła się wielka korrida – oprócz Manolete wzięli w niej udział: słynny Gitanillo de Triana oraz Dominguín, którego wielka sława miała wkrótce rozbłysnąć. Manolete w piątej walce dnia stanął naprzeciwko byka imieniem Islero z hodowli Miura. Był to jego drugi byk tego dnia. Manolete zdołał wbić szpadę w kark Islero, ten jednak znalazł jeszcze siłę na ostatni atak i dźgnął matadora rogiem w udo. Za występ toreadora nagrodzono oboma uszami byka, ale wkrótce okazało się, że rana jest zbyt poważna. Mimo kilku transfuzji Manolete zmarł tego samego popołudnia. Do dzisiaj nie ma pewności, czy do zgonu doszło z powodu ran zadanych przez byka, czy przez zakażenie jakie wdało się po przetoczeniu krwi. Jego śmierć była szokiem dla tysięcy fanów w całej Hiszpanii.
Śmierć Manolete miała jeszcze inny tragiczny wymiar. W październiku 1947 miał ożenić się z aktorką Lupe Sino. Związek ten nie był akceptowany przez jego matkę. Gdy umierający toreador leżał na łożu śmierci, jego narzeczona nie została do niego dopuszczona.
Legenda Manolete przetrwała do dzisiaj. W 1997 r. w Madrycie, w pięćdziesiątą rocznicę śmierci stanął pomnik poświęcony temu toreadorowi. W 2007 powstał film pod tytułem Manolete. Rola słynnego toreadora przypadła Adrienowi Brody, w postać Lupe Sino wcieliła się Penelope Cruz.